# Швачиха
Швачиха (укр. Швачиха) — село, входит в Барышевскую поселковую общину Броварского района Киевской области Украины. До 2020 года входило в состав Барышевского района.
Население по переписи 2001 года составляло 18 человек. Почтовый индекс — 07500. Телефонный код — 4576. Занимает площадь 0,67 км².

## Местный совет
07500, Киевская обл., Барышевский р-н, пгт Барышевка, ул. Центральная, 27

## История
Деревня была приписана к Благовещенской церкви в Барышевке
Есть на карте 1868 года